# Акименко, Иосиф Данилович
Иосиф Данилович Акименко (3 апреля 1902 года, посёлок Жиловского рудника, Славяносербский уезд, Екатеринославская губерния, Российская империя — 10 апреля 1982 года, Сочи, Краснодарский край) — начальник участка шахты № 10 имени Артёма комбината «Ворошиловградуголь» Министерства угольной промышленности западных районов СССР, Ворошиловградская область, Украинская ССР. Герой Социалистического Труда (1948).

## Биография
Родился в 1902 году в шахтёрской семье в посёлке Жиловского рудника (сегодня — посёлок Жиловка в составе города Алчевска) Екатеринославской губернии. С 1913 года проживал в Бахмуте, где начал свою трудовую деятельность одиннадцатилетним подростком. Работал выборщиком породы на шахте № 16 Екатериновского рудника (в советское время — шахта № 10 имени Артёма). С 1915 года — коногон на подземных работах. Во время Гражданской войны занимался батрачеством на хуторе Дурная Балка (сегодня входит в городские границы Донецка).
В 1920 году продолжил трудиться камеронщиком, помощником бурильщика на шахте имени Артёма. В 1926 году призван на срочную службу в Красную Армию в состав 51-го полка 9-й Крымской дивизии. После армии продолжил работать с 1928 года на шахте имени Артёма. В 1932 году вступил в ВКП(б).
В 1935 году получил специальность «горный мастер» в горном техникуме в Кадиевке (сегодня — Стахановский промышленно-экономический техникум), после чего служил помощником командира военизированного горноспасательного взвода на Горно-Ивановском руднике, командиром взвода на шахте «Белянка» в посёлке Юрьевка Лугутинского района. В 1939 году назначен начальником вентиляции на шахте № 25.
С августа 1941 года участвовал в Великой Отечественной войне комиссаром, замполитом роты 79-го отдельного дорожно-эксплуатационного батальона. Принимал участие в битве за Сталинград. В 1944 году получил ранение и после излечения был командирован на восстановление шахтного производства на Донбассе. С июля 1945 года — старший инженер отдела треста «Ворошиловградуголь».
В августе 1947 года возвратился на шахту № 10 имени Артёма, где был назначен начальником участка № 7 комбината «Ворошиловградуголь». Реорганизовал шахтное производство, в результате чего значительно увеличилась производительность труда шахтёров. При суточном плане в 100 тонн участок выдавал в среднем по 160—170 тонн угля. Указом Президиума Верховного Совета СССР от 28 августа 1948 года «за выдающиеся успехи в деле увеличения добычи угля, восстановления и строительства угольных шахт и внедрение передовых методов работы, обеспечивающих значительный рост производительности труда» удостоен звания Героя Социалистического Труда с вручением ордена Ленина и золотой медали «Серп и Молот».
С 1953 года находился в командировке в Болгарии, где трудился на местных шахтах. С 1955 года — начальник учебного комбината. В 1956 году вышел на пенсию. Проживал в Артёмовске.
В 1963 году переехал в Сочи. Скончался в 1982 году. Похоронен на городском кладбище по Дагомысской улице Центрального района.
Награды
- Герой Социалистического Труда
- Орден Ленина
- Орден Трудового Красного Знамени (04.09.1949)
- Медаль «За оборону Сталинграда»
- Медаль «За победу над Германией в Великой Отечественной войне 1941—1945 гг.»